# Elsa Hammar-Moeschlin
Elsa Hammar-Moeschlin, född 9 januari 1879 i Stockholm, död 16 augusti 1950 i Brissago, Schweiz, var en svensk-schweizisk målare och författare.
Hon var dotter till övermaskinisten Otto Reinhold Hammar och Erika Charlotta Öhman och från 1909 gift med författaren Felix Moeschlin. Hon studerade först vid den Tekniska skolan i Stockholm och arbetade därefter som reklamtecknare. Hon fortsatte sin konstnärliga utbildning med studier för Christian Krohg i Paris 1904-1906 och vid Académie Colarossi samt under studieresor till Nederländerna, Italien och München. Hon bosatte sig i Leksand 1907 för att slutligen slå sig ner i Schweiz 1914. Separat ställde hon ut på Gummesons konsthall 1925 och på Louise Hahnes konstsalong 1949 samt ett antal gånger i Zürich. Hon medverkade i samlingsutställningar med Föreningen Svenska Konstnärinnor på Konstakademien i Stockholm samt i den Baltiska utställningen i Malmö 1914. Hennes konst består av folklivsskildringar från Dalarna, djur, figurer och landskap. I Schweiz arbetade hon med ett antal muralmålningar av dekorativ karaktär på skolor, sjukhus och kapell. Hon utförde bland annat en muralmålning i Zürich konserthus och i skriftställarnas paviljong på Schweizerische Landesausstellung i Zürich 1939. Som illustratör illustrerade hon egna och andra författares böcker. Hammar-Moeschlin är representerad vid Buenos Aires museum, Chur museum i Schweiz, Dresden museum samt vid Leksands konstgalleri.